# Station Gołdap
Station Gołdap was een spoorwegstation in de Poolse plaats Gołdap. Voor 1945 was het in het toenmalige Oost Pruisen gelegen station een knooppunt van vier spoorlijnen. Na 1945 lag Gołdap vlak bij de grens met de Sovjet-Unie en werd alleen het traject tussen Ełk en Gołdap nog gebruikt. In 1993 is het treinverkeer gestaakt.